# Carl-Axel Heiknert
Carl-Axel Heiknert (født 10. september 1924, død 12. oktober 1981) var en svensk skuespiller og instruktør, der optrådte i mere end 20 film og tv-serier mellem 1970 og 1981. Disse inkluderede blandt andet Manden på taget fra 1976, hvor han spillede rollen som politimanden Palmon Harald Hult.

## Udvalgt filmografi
- Gangsterfilmen (1974)
- Manden på taget (1976)
- Hemåt i natten (1977)
- Hempas bar (1977)
- Fidusen (1978)
- Bomsalva (1978)
- Mænd kan ikke voldtages (1978)
- Sinkadus (tv-serie, 1980)